# Tsutaya Comic Award
Tsutaya Comic Award (яп. みんなが選ぶTSUTAYAコミック大賞 Минна га эрабу Цутая комикку тайсё:, Каждый выбирает: Гран-при комиксам Tsutaya) — ежегодная японская премия, присуждаемая выдающиемся работам в манге. Учреждена в 2017 году сетью магазинов Tsutaya, которая управляется компанией Culture Convenience Club.

## Описание
Премия была учреждена в 2017 году к десятилетию крупной сети магазинов Tsutaya. Первое вручение премии прошло в июне 2017 года в четырёх категориях: «Новый прорыв» (яп. ネクストブレイク部門 Нэкусутобурэйку бумон), «Лучшее за всё время» (яп. オールタイムベスト部門 О:рутаймубэсуто бумон), «Надежда на аниме» (яп. アニメ化希望部門 Анимэ-ка кибо: бумон) и «Надежда на игровой фильм» (яп. 実写化希望部門 Дзисся-ка кибо: бумон). В 2018 году «Надежда на аниме» и «Надежда на игровой фильм» были заменены на категории «Спортивная манга» (яп. スポーツ漫画部門 Супо:цу манга бумон) и «Манга для гурманов» (яп. グルメ漫画部門 Гурумэ манга бумон). Начиная с третьей церемонии премия присуждается по результатам голосования читателей только в одной категории — «Новый прорыв». Манга должна соответствовать двум критериям: быть незаконченной и иметь до пяти изданных томов-танкобонов.

## Церемонии
| Церемония                         | Период голосования           | Объявление результатов | Прим.               |
| --------------------------------- | ---------------------------- | ---------------------- | ------------------- |
| 1-я церемония Tsutaya Comic Award | 17 апреля — 21 мая 2017 г.   | 15 июня 2017 г.        | [ 6 ] [ 7 ]         |
| 2-я церемония Tsutaya Comic Award | 18 мая — 10 июня 2018 г.     | 16 июля 2018 г.        | [ 8 ] [ 9 ]         |
| 3-я церемония Tsutaya Comic Award | 17 мая — 9 июня 2019 г.      | 18 июля 2019 г.        | [ 10 ]              |
| 4-я церемония Tsutaya Comic Award | 1 апреля — 17 мая 2020 г.    | 17 июня 2020 г.        | [ 11 ] [ 12 ]       |
| 5-я церемония Tsutaya Comic Award | 1 апреля — 16 мая 2021 г.    | 14 июня 2021 г.        | [ 5 ] [ 13 ] [ 14 ] |
| 6-я церемония Tsutaya Comic Award | 1 апреля — 15 мая 2022 г.    | 21 июня 2022 г.        | [ 15 ] [ 16 ]       |
| 7-я церемония Tsutaya Comic Award | 10 июля — 20 августа 2023 г. | 27 сентября 2023 г.    | [ 17 ] [ 18 ]       |

## Победители и финалисты

### 2017 год

#### Новый прорыв
| Результат  | Название                        | Автор                       | Издатель   |
| ---------- | ------------------------------- | --------------------------- | ---------- |
| Гран-при   | «Обещанная Страна Грёз»         | Каиу Сираи и Посука Дэмидзу | Shueisha   |
| 2-е место  | Devils’ Line                    | Рё Ханада                   | Kodansha   |
| 3-е место  | Bokyaku no Sachiko              | Дзюн Абэ                    | Shogakukan |
| 4-е место  | Hibiki: Shosetsuka ni Naru Hoho | Мицухару Янамото            | Shogakukan |
| 5-е место  | School Babysitters              | Хари Токэйно                | Hakusensha |
| 6-е место  | High-Rise Invasion              | Цуйна Миура и Такахиро Оба  | Kodansha   |
| 7-е место  | Queen’s Quality                 | Кёсукэ Мотоми               | Shogakukan |
| 8-е место  | Taisho Otome Fairy Tale         | Сана Кириока                | Shueisha   |
| 9-е место  | Platinum End                    | Цугуми Оба и Такэси Обата   | Shueisha   |
| 10-е место | Risoteki Boyfriend              | Уми Аясэ                    | Shueisha   |

#### Лучшее за всё время
| Результат | Название                 | Автор          | Издатель    |
| --------- | ------------------------ | -------------- | ----------- |
| Гран-при  | Kingdom                  | Ясухиса Хара   | Shueisha    |
| 2-е место | Slam Dunk                | Такэхико Иноуэ | Shueisha    |
| 3-е место | «Стальной алхимик»       | Хирому Аракава | Square Enix |
| 4-е место | «One Piece. Большой куш» | Эйитиро Ода    | Shueisha    |

#### Надежда на аниме
| Результат | Название                        | Автор          | Издатель   |
| --------- | ------------------------------- | -------------- | ---------- |
| Гран-при  | Kono Oto Tomare! Sounds of Life | Амю            | Shueisha   |
| 2-е место | Golden Kamuy                    | Сатору Нода    | Shueisha   |
| 3-е место | «Истребитель демонов»           | Коёхару Готогэ | Shueisha   |
| 4-е место | Joo no Hana                     | Канэёси Идзуми | Shogakukan |

#### Надежда на игровой фильм
| Результат | Название         | Автор          | Издатель   |
| --------- | ---------------- | -------------- | ---------- |
| Гран-при  | Tokusatsu Gagaga | Нива Тамба     | Shogakukan |
| 2-е место | Sensei Kunshu    | Момоко Кода    | Shueisha   |
| 3-е место | Cheeky Brat      | Миюки Мицубати | Hakusensha |
| 4-е место | Kasane           | Дарума Мацуура | Kodansha   |

### 2018 год

#### Новый прорыв
| Результат  | Название                     | Автор                          | Издатель     |
| ---------- | ---------------------------- | ------------------------------ | ------------ |
| Гран-при   | «Голубой период»             | Цубаса Ямагути                 | Kodansha     |
| 2-е место  | Koko wa Ima kara Rinri desu  | Сиори Амасэ                    | Shueisha     |
| 3-е место  | Our Precious Conversations   | Робико                         | Kodansha     |
| 4-е место  | Nagi no Oitoma               | Мисато Конари                  | Akita Shoten |
| 5-е место  | Artiste                      | Самоэдо Таро                   | Shinchosha   |
| 6-е место  | Tsuiraku JK to Haijin Kyoshi | Сора                           | Hakusensha   |
| 7-е место  | «Необъятный океан»           | Кэндзи Иноуэ и Кимитакэ Ёсиока | Kodansha     |
| 8-е место  | «Истребитель демонов»        | Коёхару Готогэ                 | Shueisha     |
| 9-е место  | Mairimashita, Senpai         | Адзуса Масэ                    | Kodansha     |
| 10-е место | Blood on the Tracks          | Сюдзо Осими                    | Shogakukan   |

#### Лучшее за всё время
| Результат | Название                 | Автор                       | Издатель    |
| --------- | ------------------------ | --------------------------- | ----------- |
| Гран-при  | Kingdom                  | Ясухиса Хара                | Shueisha    |
| 2-е место | «One Piece. Большой куш» | Эйитиро Ода                 | Shueisha    |
| 3-е место | «Обещанная Страна Грёз»  | Каиу Сираи и Посука Дэмидзу | Shueisha    |
| 4-е место | WataMote                 | Нико Танигава               | Square Enix |

#### Спортивная манга
| Результат | Название                | Автор            | Издатель   |
| --------- | ----------------------- | ---------------- | ---------- |
| Гран-при  | Haikyu!!                | Харуити Фурудатэ | Shueisha   |
| 2-е место | Slam Dunk               | Такэхико Иноуэ   | Shueisha   |
| 3-е место | Be Blues!               | Мотоюки Танака   | Shogakukan |
| 4-е место | Welcome to the Ballroom | Томо Такэути     | Kodansha   |

#### Манга для гурманов
| Результат | Название                    | Автор          | Издатель   |
| --------- | --------------------------- | -------------- | ---------- |
| Гран-при  | Shokugeki no Soma           | Сюн Саэки      | Shueisha   |
| 2-е место | Papa to Oyaji no Uchi Gohan | Ю Тоёта        | Shinchosha |
| 3-е место | What Did You Eat Yesterday? | Фуми Ёсинага   | Kodansha   |
| 4-е место | Sweetness and Lightning     | Гидо Амагакурэ | Kodansha   |

### 2019 год
| Результат  | Название                               | Автор                        | Издатель     |
| ---------- | -------------------------------------- | ---------------------------- | ------------ |
| Гран-при   | «Магическая битва»                     | Гэгэ Акутами                 | Shueisha     |
| 2-е место  | Sweat and Soap                         | Кинтэцу Ямада                | Kodansha     |
| 3-е место  | Sake to Koi ni wa Yotte Shikarubeki    | Маюми Эгути и Харуко         | Akita Shoten |
| 4-е место  | Kimi o Shina Senai Tame no Monogatari  | Гинторико                    | Akita Shoten |
| 5-е место  | «Путь домохозяина»                     | Косукэ Оно                   | Shinchosha   |
| 6-е место  | Ranking of Kings                       | Сосукэ Тока                  | Enterbrain   |
| 7-е место  | Act-Age                                | Тацуя Мацуки и Сиро Усадзаки | Shueisha     |
| 8-е место  | Go with the Clouds, North by Northwest | Аки Ириэ                     | Enterbrain   |
| 9-е место  | «Человек-бензопила»                    | Тацуки Фудзимото             | Shueisha     |
| 10-е место | Not Your Idol                          | Аой Макино                   | Shueisha     |

### 2020 год
| Результат  | Название                     | Автор          | Издатель        |
| ---------- | ---------------------------- | -------------- | --------------- |
| Гран-при   | «Семья шпиона»               | Тацуя Эндо     | Shueisha        |
| 2-е место  | A Man and His Cat            | Уми Сакураи    | Square Enix     |
| 3-е место  | My New Boss Is Goofy         | Дан Итикава    | Akita Shoten    |
| 4-е место  | The Dangers in My Heart      | Норио Сакураи  | Akita Shoten    |
| 5-е место  | «Путь домохозяина»           | Косукэ Оно     | Shinchosha      |
| 6-е место  | My Dress-Up Darling          | Синъити Фукуда | Square Enix     |
| 7-е место  | Mieruko-chan                 | Томоки Идзуми  | Kadokawa Shoten |
| 8-е место  | Yancha Gal no Anjo-san       | Юити Като      | Shonen Gahosha  |
| 9-е место  | Shikimori’s Not Just a Cutie | Кэйго Маки     | Kodansha        |
| 10-е место | Call of the Night            | Котояма        | Shogakukan      |

### 2021 год
| Результат                             | Название                               | Автор                       | Издатель        |
| ------------------------------------- | -------------------------------------- | --------------------------- | --------------- |
| Гран-при                              | The Dangers in My Heart                | Норио Сакураи               | Akita Shoten    |
| 2-е место                             | «Кайдзю № 8»                           | Наоя Мацумото               | Shueisha        |
| 3-е место                             | Oshi no Ko                             | Ака Акасака и Мэнго Ёкояри  | Shueisha        |
| 4-е место                             | Shangri-La Frontier                    | Катарина и Рёсукэ Фудзи     | Kodansha        |
| 5-е место                             | Sousou no Frieren                      | Канэхито Ямада и Цукаса Абэ | Shogakukan      |
| 6-е место                             | My Love Story with Yamada-kun at Lv999 | Масиро                      | Kadokawa Shoten |
| 7-е место                             | «Нежить и неудача»                     | Ёсифуми Тодзука             | Shueisha        |
| 8-е место                             | Mashle                                 | Хадзимэ Комото              | Shueisha        |
| 9-е место                             | «Медалистка»                           | Цурумаикада                 | Kodansha        |
| 10-е место                            | Mieruko-chan                           | Томоки Идзуми               | Kadokawa Shoten |
| Специальная премия от BookLive        |                                        |                             |                 |
| Победа                                | Uruwashi no Yoi no Tsuki               | Мика Ямамори                | Kodansha        |
| Специальная премия от ComicSpace      |                                        |                             |                 |
| Победа                                | «Долой безделье!»                      | Мисаки Такамацу             | Kodansha        |
| Специальная премия от Tsutaya Premium |                                        |                             |                 |
| Победа                                | Aoshima-kun wa Ijiwaru                 | Ю Ёсии                      | Taiseisha       |

### 2022 год
| Результат                        | Название                                         | Автор              | Издатель          |
| -------------------------------- | ------------------------------------------------ | ------------------ | ----------------- |
| Гран-при                         | My Love Story with Yamada-kun at Lv999           | Масиро             | Kadokawa Shoten   |
| 2-е место                        | The Fragrant Flower Blooms With Dignity          | Сака Миками        | Kodansha          |
| 3-е место                        | «Медалистка»                                     | Цурумаикада        | Kodansha          |
| 4-е место                        | Dandadan                                         | Юкинобу Тацу       | Shueisha          |
| 5-е место                        | Gokon ni Ittara Onna ga Inakatta Hanashi         | Нана Аокава        | Square Enix       |
| 6-е место                        | Takopi’s Original Sin                            | Тайдзан 5          | Shueisha          |
| 7-е место                        | Omae, Tanuki ni Narane-ka?                       | Томо Нагава        | Ichijinsha        |
| 8-е место                        | Joshiryoku Takame na Shishihara-kun              | Мии Аймай          | Ichijinsha/Ganma! |
| 9-е место                        | I’m in Love with the Villainess                  | Инори и Сумио Аоно | Ichijinsha        |
| 10-е место                       | Blue Box                                         | Кодзи Миура        | Shueisha          |
| Специальная премия от BookLive   |                                                  |                    |                   |
| Победа                           | It Takes More Than a Pretty Face to Fall in Love | Карин Андзай       | Hakusensha        |
| Специальная премия от ComicSpace |                                                  |                    |                   |
| Победа                           | Witch Watch                                      | Кэнта Синохара     | Shueisha          |

### 2023 год
| Результат                      | Название                                                                        | Автор                          | Издатель          |
| ------------------------------ | ------------------------------------------------------------------------------- | ------------------------------ | ----------------- |
| Гран-при                       | Daemons of the Shadow Realm                                                     | Хирому Аракава                 | Square Enix       |
| 2-е место                      | From Old Country Bumpkin to Master Swordsman                                    | Сигэру Сагасаки и Кадзуки Сато | Akita Shoten      |
| 3-е место                      | Oni no Hanayome                                                                 | Курэха и Дзюн Тогаси           | Starts Publishing |
| 4-е место                      | Smoking Behind the Supermarket with You                                         | Дзинъуси                       | Square Enix       |
| 5-е место                      | Firefly Wedding                                                                 | Орэко Татибана                 | Shogakukan        |
| 6-е место                      | You and I Are Polar Opposites                                                   | Котя Агасава                   | Shueisha          |
| 7-е место                      | The Summer Hikaru Died                                                          | Мокумокурэн                    | Kadokawa          |
| 8-е место                      | Kindergarten Wars                                                               | Ё Тиба                         | Shueisha          |
| 9-е место                      | Haru no Arashi to Monster                                                       | Миюки Мицубати                 | Hakusensha        |
| 10-е место                     | Gokurakugai                                                                     | Юто Сано                       | Shueisha          |
| Специальная премия от BookLive |                                                                                 |                                |                   |
| Победа                         | «Kimi wo Aisuru Kiwanai» to Itta Jiki Koshaku-sama ga Naze ka Dekiaishitekimasu | Кэй Мисава и Нацу Мидзуно      | Flex Comix        |